# Halls Creek
Halls Creek è una città situata nella regione di Kimberley, in Australia Occidentale; essa si trova a circa 2.800 chilometri a nord-est di Perth ed è la sede della contea di Halls Creek. Al censimento del 2006 contava 1.211 abitanti, di cui circa il 70% sono di origine aborigena.